# 시바하시역
시바하시역(일본어: 柴橋駅)은 일본 야마가타현 사가에시에 위치한 동일본 여객철도 아테라자와 선의 철도역이다. 단선 승강장 1면 1선의 구조를 갖춘 지상역이다.

## 이용 현황
| 승차 인원 추이 | 승차 인원 추이 |
| 연도           | 1일 평균       |
| -------------- | -------------- |
| 2000           | 19             |
| 2001           | 16             |
| 2002           | 15             |
| 2003           | 13             |
| 2004           | 13             |

## 역 주변
- 국도 제287호선 · 국도 제458호선
- 모가미강

## 역사
- 1951년 12월 25일 : 개업.
- 1987년 4월 1일 : 일본국유철도 분할 민영화에 의해, 동일본 여객철도가 승계.
- 2001년 7월 : 사가에역 이전 공사로 인해 우젠나가사키 - 아테라자와 간에서 버스 대행 실시. 당 역으로의 열차 발착 중단.
- 2002년 2월 16일 : 상기 공사가 완료해 열차 운행 재개. 동시에 맞이방 사용 개시.

## 인접 역
| 동일본 여객철도 아테라자와 선             | 동일본 여객철도 아테라자와 선 | 동일본 여객철도 아테라자와 선 |
| ----------------------------------------- | ----------------------------- | ----------------------------- |
| 우젠타카마쓰 야마가타 · 기타야마가타 방면 | ■ 아테라자와 선               | 아테라자와 아테라자와 방면    |